# 家田正之
家田 正之（いえだ まさゆき、1925年 - 1999年）は、名古屋大学名誉教授。電気学会会長。

## 人物・経歴
昭和24年3月名古屋大学工学部電気学科卒業。工学博士。愛知工業大学教授、名古屋大学名誉教授、日本学術会議会員を歴任。平2年放電グループ会長。91年電気学会会長。平成11年従三位。